# Royce Deppe
Royce Deppe (Durban, 11 agosto 1965) è un ex tennista sudafricano.

## Carriera
In carriera ha vinto un titolo di doppio, l'Hall of Fame Tennis Championships nel 1992, in coppia con David Rikl. Nei tornei del Grande Slam ha ottenuto il suo miglior risultato a Wimbledon raggiungendo i quarti di finale di doppio misto nel 1989, in coppia con Dianne van Rensburg, e di doppio nel 1993, in coppia con Mark Knowles.

## Statistiche

### Doppio

#### Vittorie (1)
| Numero | Anno           | Torneo                                     | Superficie | Compagno   | Avversari in finale         | Punteggio |
| 1.     | 12 luglio 1992 | Hall of Fame Tennis Championships, Newport | Erba       | David Rikl | Paul Annacone David Wheaton | 6-4, 6-4  |

### Doppio

#### Finali perse (2)
| Numero | Anno           | Torneo               | Superficie  | Compagno       | Avversari in finale             | Punteggio     |
| 1.     | 14 giugno 1992 | ATP Firenze, Firenze | Terra rossa | Brent Haygarth | Marcelo Filippini Luiz Mattar   | 4-6, 7-6, 4-6 |
| 2.     | 9 ottobre 1993 | Athens Open, Atene   | Terra rossa | John Sullivan  | Horacio de la Peña Jorge Lozano | 6-3, 1-6, 2-6 |